# Pescatoria
Pescatoria es un género con 25 especies de orquídeas originarias de Brasil y Colombia. 

## Descripción
Las plantas son de crecimiento cespitoso, con rizoma muy corto, con las hojas parecidas a Huntleya, sin signos de pseudobulbos, pero con sólo un nodo en el que se insertan las vainas y las numerosas hojas, estas son flácidas, herbáceas, y fasciculados. Al igual que en Huntleya su inflorescencia es solitaria, saliendo de las vainas de las hojas inferiores.
Estrechamente relacionado con los géneros Cochleanthes y Warczewiczella,  se distingue por sus flores que tienen  los labios siempre largos y tortuosos unguiculados, bruscamente alargada en una lámina aguda erguida y aconchavada, el disco con el callo casi entero, transversalmente alargado, regularmente con cresta.
Las flores son carnosas, grandes, redondeadas y vistosas, generalmente azul o violeta, de vez en cuando, pálidas, blanco, rosado o manchadas. Los sépalos son similares entre sí y con los pétalos. La columna es corta, amplia, carnosa, sin alas. La antera es terminal, y contiene dos pares de polinias cerosas.

## Distribución y hábitat
Es un género con veinticinco especies, robustas, epífitas, que habitan en los bosques cálidos y húmedos tropicales del norte de la Cuenca del Amazonas. Dos especies son citadas para Brasil. Se puede considerar a Colombia como centro de dispersión de este género.

## Evolución, fologenia y taxonomía
Fue propuesto por Heinrich Gustav Reichenbach en Botanische Zeitung. Berlin 10: 667 en 1852. Robert Louis Dressler propuso la unificación del género Bollea Rchb.f. con Pescatoria en un artículo publicado en 2005.

## Etimología
El nombre del género fue otorgado en honor de Jean-Pierre Pescatore (1793-1855), un francés  coleccionista de orquídeas.

## Especies dePescatoria
- Pescatoria backhousiana  Rchb.f. (1877)
- Pescatoria bella  Rchb.f. (1878)
- Pescatoria cerina  (Lindl. & Paxton) Rchb.f. (1852) - especie tipo -
- Pescatoria cochlearis  Rolfe (1906)
- Pescatoria coelestis  (Rchb.f.) Dressler (2005)
- Pescatoria coronaria  Rchb.f. (1876)
- Pescatoria dayana  Rchb.f. (1872)
- Pescatoria dormaniana  Rchb.f. (1881)
- Pescatoria ecuadorana  (Dodson) Dressler (2005)
- Pescatoria fimbriata  Regel (1879)
- Pescatoria gairiana  Rchb.f. (1879)
- Pescatoria hemixantha  (Rchb.f.) Dressler (2005)
- Pescatoria hirtzii  (Waldv.) Dressler (2005)
- Pescatoria klabochorum  Rchb.f. (1879)
- Pescatoria lalindei  (Linden) Dressler (2005)
- Pescatoria lamellosa  Rchb.f. (1875)
- Pescatoria lawrenceana  (Rchb.f.) Dressler (2005)
- Pescatoria lehmannii  Rchb.f. (1879)
- Pescatoria pulvinaris  (Rchb.f.) Dressler (2005)
- Pescatoria russeliana  Rchb.f. (1878)
- Pescatoria schroederiana  (Sander) Rolfe (1900)
- Pescatoria triumphans  Rchb.f. & Warsz. (1854)
- Pescatoria violacea  (Lindl.) Dressler (2005)
- Pescatoria wallisii  Linden & Rchb.f. (1869)
- Pescatoria whitei  (Rolfe) Dressler (2005)